# Bitwa pod Mühldorf
Bitwa pod Mühldorf (także bitwa pod Ampfing) – starcie zbrojne, które miało miejsce niedaleko miasta Mühldorf am Inn 28 września 1322 roku, między Księstwem (Górnej) Bawarii a Księstwem Austriackim. Bawarczyków prowadził niemiecki król Ludwik IV Bawarski a Austriaków jego kuzyn, Fryderyk III Piękny.

## Tło historyczne
Na początku XIV wieku trzy potężne dynastie: Habsburgowie, Wittelsbachowie, Luksemburgowie rywalizowały o władzę w Świętym Cesarstwie Rzymskim, elektorzy Rzeszy starali się nie dopuścić do tego, by jedna z tych rodzin utworzyła monarchię dziedziczną, dlatego po śmierci cesarza Henryka VII Luksemburskiego w 1313 nie zgodzili się na objęcie tronu przez jego syna: Jana Luksemburskiego, podzielili się więc na zwolenników Fryderyka III Pięknego i Ludwika IV Bawarskiego.
W związku z tym w 1314 roku odbyły się dwa głosowania we Frankfurcie. Fryderyka popierali: Arcybiskupstwo Kolonii, Królestwo Czech i Księstwo Saksonii-Wittenberg, Ludwika natomiast: Arcybiskupstwo Moguncji, Arcybiskupstwo Trewiru, Marchia Brandenburska oraz książę Saksonii-Lauenburg, Jan II (jednak jego prawo głosu było kwestionowane przez jego kuzynów z Saksonii-Wittenberg).
Ludwik IV Bawarski był uwikłany w wojnę domową ze swoim bratem Rudolfem I Wittelsbachem, która zakończyła się dopiero w 1319 roku, śmiercią Rudolfa. Tymczasem Fryderyk III Piękny prowadził kampanie na terenie Bawarii, pustosząc księstwo wielokrotnie nie napotykając znacznego oporu.

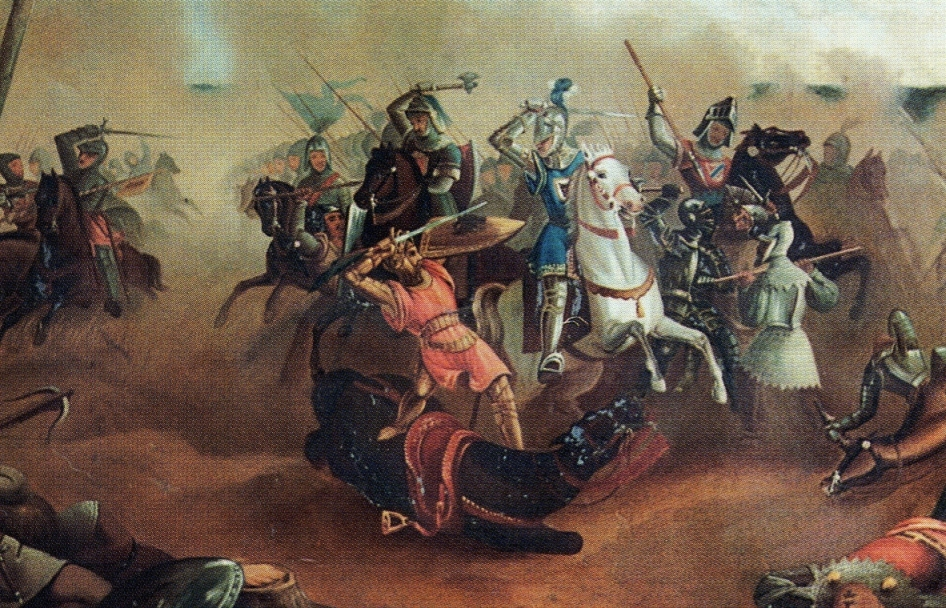
Pojmanie Fryderyka III Pięknego, obraz z 1839

## Przebieg bitwy
W 1322 Fryderyk, zachęcony dotychczasowymi sukcesami, sprzymierzył się z biskupstwem Pasawy i arcybiskupstwem Salzburg. Ich armie spotkały się pod Mühldorf nad rzeką Inn 24 września 1322 roku, gdzie oczekiwali na przybycie wspierających ich oddziałów austriackich pod dowództwem brata Fryderyka, Leopolda I Sławnego.
28 września Ludwik dotarł pod Mühldorf, a dzięki sfałszowaniu sojuszu z Janem Luksemburskim i burgrabią Norymbergi, Fryderykiem IV jego armia była silna i liczna. Leopold nie zdążył z odsieczą na czas, co znacząco wpłynęło na wynik bitwy. Fryderyk został pokonany i wraz z ok. 1 000 austriackich szlachciców dostał się do niewoli.

## Skutki
Mimo wygranej bitwy, tytuł cesarski Ludwika wciąż był kwestionowany przez papieża Jana XXII i Leopolda I Sławnego, który starał się o uwolnienie brata. Po trzech latach Fryderyk III Piękny odzyskał wolność i został uznany za współregenta w zamian za wsparcie w utrzymaniu korony cesarskiej. Po śmierci Ludwika w 1347 roku tron powrócił do dynastii Luksemburgów.